# Höhle von Bédeilhac
Die Höhle von Bédeilhac nordwestlich von Tarascon-sur-Ariège gehört zu einer Reihe von bemalten Karsthöhlen, die der Frankokantabrischen Höhlenkunst zugeordnet werden.
Eine erste Beschreibung der 750 Meter langen Höhle im Massiv des Soudour, die stellenweise einen Durchmesser von bis zu 100 Metern erlangt, erfolgte 1773 durch Marcorelle.
1866 fanden die ersten Ausgrabungen in der Höhle durch Édouard Filhol, Jean Baptiste Noulet und Felix Garrigou statt. Neben beeindruckenden Tropfsteinformationen fanden sich in der Höhle Werkzeuge und Plastiken (Venus von Bédeilhac) aus dem Magdalénien.

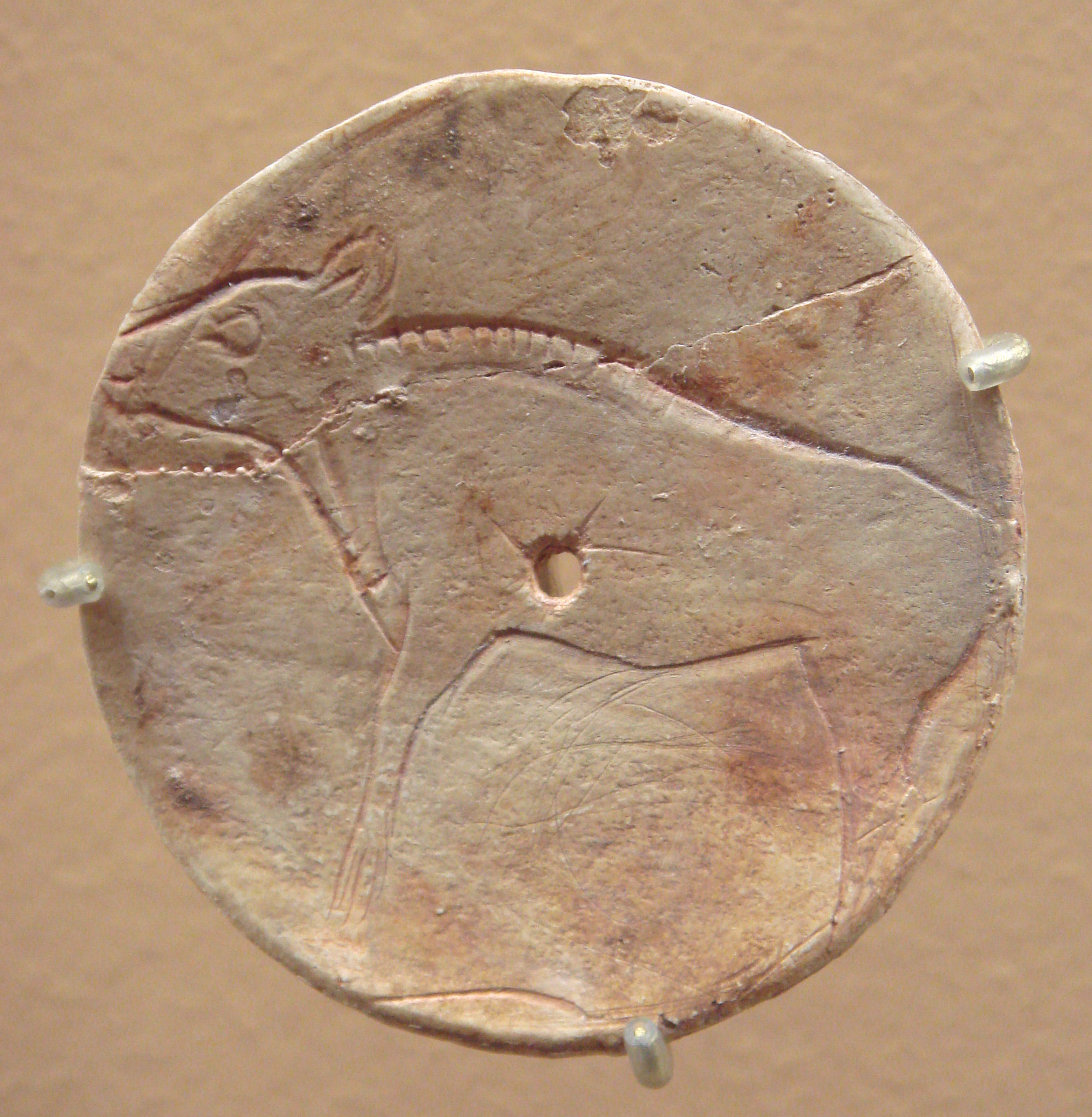
Bisonplakette von Bédeilhac

Eine zweite Grabungskampagne, 1906 durchgeführt von Edouard Harlé, förderte die erste jemals im Ariége gefundene Höhlenmalerei, ein großes schwarzes Bison, zutage sowie Darstellungen von Hirschen, Rentieren und Steinböcken, teils gemalt, teils als Gravuren oder auch in lehmige Stellen modellierte Reliefs. Der Pionier der französischen Urgeschichtsforschung Abbe Henri Breuil sowie seine Kollegen Hugo Obermaier und Émile Cartailhac bestätigten die Authentizität der Funde.
Am 18. September 1929 nahm das Ministerium für Kultur der Republik Frankreich die Höhle in die Liste der nationalen Kulturgüter auf.